# Discografia di Bruno Tommaso
Questa è la discografia completa di Bruno Tommaso, musicista e compositore jazz italiano.

## LP, collaborazioni
- 1969 - Arialù, Giorgio Gaslini (EMI)
- 1970 - Modern Art Trio, Franco D'Andrea (Vedette)
- 1970 - Toward the Peace, Quartetto Santucci-Scoppa (Metropole)
- 1971 - Sud, Mario Schiano (Tomorrow)
- 1971 - Mondo Operaio, Quintetto Santucci-Scoppa (Fly Records)
- 1971 - Looking Around, Quintetto Santucci-Scoppa (Fly Records)
- 1971 - Mirage Scoen (New Tape)
- 1972 - Confluenze, Franco Tonani (Fonit Cetra)
- 1972 - Jazz a Confronto 2, Marcello Rosa (Horo Records)
- 1973 - Jazz a Confronto 3, Gianni Basso(Horo Records)
- 1973 - Jazz a Confronto 4, Frank Rosolino (Horo Records)
- 1973 - Jazz a Confronto 5, Giancarlo Schiaffini (Horo Records)
- 1973 - Jazz a Confronto 6, Giancarlo Barigozzi (Horo Records)
- 1973 - Fabbrica Occupata, Giorgio Gaslini (Produttori Associati)
- 1973 - Message, Giorgio Gaslini (Basf)
- 1973 - Utopia, Favola Pop, Giorgio Gaslini
- 1973 - On Waiting List, Mario Schiano (Atavistic)
- 1974 - Jazz a Confronto 7, Martin Joseph (Horo Records)
- 1974 - Jazz a Confronto 8, Giorgio Gaslini/Mario Schiano (Horo Records)
- 1974 - Jazz a Confronto 9, Renato Sellani (Horo Records)
- 1974 - Giorgio Gaslini 4th, Giorgio Gaslini (Cinevox)
- 1974 - Concerto della Resistenza, Giorgio Gaslini (Mov. Studentesco)
- 1974 - Musiche Medioevali, Gruppo Musica Insieme (Edipan)
- 1975 - Ma Chiere Dame, Gruppo Musica Insieme (Edipan)
- 1975 - Partenza di Pulcinella per la Luna, Mario Schiano (RCA)
- 1975 - Fragmentos, Andrea Centazzo (PDU)
- 1975 - Suspension, Mario Rusca (Carosello)
- 1975 - Jazz a Confronto 24, Enrico Pieranunzi (Horo Records)
- 1976 - Istampita Isabella, Gruppo Musica Insieme (Edipan)
- 1976 - Jazz a Confronto 34, Oscar Valdambrini (Horo Records)
- 1976 - Murales, Giorgio Gaslini (DDQ)
- 1976 - From Always to Now, Enrico Pieranunzi (Edipan)
- 1978 - Colours, Bill Smith Enrico Pieranunzi (Edipan)
- 1978 - Jelly Roll, Alex von Slippenbach (Free Music)
- 1979 - Hinterland, Claudio Fasoli (Edipan)
- 1981 - Noe's Jazz Ensemble, Giancarlo Barigozzi (Settebello)
- 1986 - The Unrepetentant ones, Mario Schiano (Fonit Cetra)
- 1986 - Curriculum Vitae, Eugenio Colombo (Splasc(h))
- 1989 - Fortuna, Quartetto Fortuna (autoprodotto)
- 1989 - Quella Sporca Mezza Dozzina, Pino Minafra (Splasc(h))

## LP, direzione e/o arrangiamenti
- 1986 - Barga Jazz 86, Orchestra Barga Jazz (Piras)
- 1989 - Sette Canzoni, Ettore Fioravanti (Phrases)

## LP, leader o co-leader
- 1974 - Canti di Popolo in Jazz, Giorgio Gaslini/BT (PDU)
- 1981 - Dodici Variazioni su un Tema di Jerome Kern (Splasc(h))
- 1984 - Il Rito della Sibilla, BT/ Rai Big Band (Fonit Cetra)
- 1987 - Barga Jazz 87, BT/ Orchestra Barga Jazz (Splasc(h))
- 1989 - Dies Irae, BT/Marche Jazz Orchestra (Philology)

## CD, leader o co-leader
- 1969 - Original Sins, Mario Schiano (Splasc(h))
- 1970 - Ecstatic, Mario Schiano (Splasc(h))
- 1975 - Concerto per la libertà, Giorgio Gaslini (PDU)
- 1977 - Dedè, Giorgio Gaslini (PDU)
- 1988 - Multipli, Giorgio Gaslini (Soul Note)
- 1990 - Nuove forme sonore, Giancarlo Schiaffini (Edipan)
- 1992 - Live in Noci and Rive de Gier, Italian Instabile Orchestra (Leo Records)
- 1992 - Blues Waltz, Gianni Lenoci (Splasc(h))
- 1992 - Nella sala delle arcate, BT/Ettore Fioravanti (Zetema)
- 1993 - Nux Erat, BT/Vittorino Curci/Orch.Utopia (CMC)
- 1993 - Quartieri spagnoli, Enzo Nini (Officina)
- 1993 - From Groningen to Mulhouse, BT/P.Damiani/R.Geremia (Splasc(h))
- 1993 - Meditango (Onyx)
- 1993 - L'opera va, Enrico Rava / BT (Label Bleu)
- 1993 - Meetings, Giorgio Gaslini(PDU)
- 1994 - Skies of Europe, BT, Giorgio Gaslini, Italian Instabile Orchestra (ECM)
- 1994 - Onyx Jazz Club, BT/ Orch. Utopia e altri (Onyx)
- 1994 - Transchiantigiana Express, Massimo Ciolli (Onyx)
- 1995 - Carmen, Enrico Rava / BT(Label Bleu)
- 1995 - Primi piani, Luigi Cinque (Multifrazione)
- 1995 - 6X30 (anche i numeri danno poesia), BT/ Paolo Fresu/ Orch.Utopia (Onyx)
- 1995 - Giuditta, Eugenio Colombo (Nel Jazz)
- 1996 - Il diritto e il rovescio, BT/ Vittorino Curci (Siena Jazz)
- 1996 - Portrait of Piazzolla, Hugo Aisemberg (Harmony)
- 1996 - La Evasion, Hugo Aisemberg (Oriente)
- 1996 - The Gift, Antonio Di Lorenzo (Modern Times)
- 1996 - Doppio sogno doppio, Enzo Nini (Polo Sud)
- 1996 - Il vento (Europe Jazz Network)
- 1996 - La banda, BT e altri (Enja)
- 1996 - Musica per la libertà, BT e altri (il manifesto)
- 1996 - European Concerts, Italian Instabile Orchestra (Nel Jazz)
- 1997 - Instabile Festival, BT, Italian Instabile Orchestra (Leo Records)
- 1997 - Around Small Fairy Tales, Gianluigi Trovesi/BT (Soul Note)
- 1998 - To Be Continued, Giorgio Gaslini (PDU)
- 1998 - Is love so fair, Gianni Lenoci (Splasc(h))
- 1998 - Guida Blue, Eugenio Colombo (Soul Note)
- 1999 - Steamboat Bill Jr, BT Orchestra (Imprint)
- 2000 - Tales of Love and Death, Eugenio Colombo (Leo Records)
- 2000 - La Sequenza Degli Armonici, BT / Orch. Nembro (Imprint)
- 2000 - Ulisse e l'Ombra, BT/ Marche Jazz Orch.(Imprint)
- 2000 - Litania Sibilante, Italian Instabile Orchestra (Enja Records)
- 2002 - Previsioni del Tempo, Forecast, Italian Instabile Orchestra (Imprint)
- 2004 - Featuring Cecil Taylor - The Owner of the Riverbank, Italian Instabile Orchestra (Enja Records) (Just in Time)
- 2002 - Free Jazz at the Philharmonic, Mario Schiano, Giancarlo Schiaffini, BT, Sebi Tramontana (Splasc(h))
- 2001 - When The Saints Go Marchin' Out, Antonio Di Lorenzo (Splasc(h))
- 2001 - Jazz Te Deum, Giorgio Gaslini/BT/Verdinelli (Soul Note)
- 2002 - Vento del Nord-Vento del Sud, BT Jazz Workshop (Splasc(h))
- 2002 - Lettere da Orsara, BT/ Orch. Jazz a Majella (Polosud)
- 2002 - Amare terre, BT Orchestra (Dodici Lune)
- 2002 - Italian Jazz Graffiti, Civica Jazz Band (Soul Note)
- 2003 - Lighea, Steve LaSpina / Mario Raja/ BT (Splasc(h))
- 2003 - La rana dalla bocca larga, Vincenzo De Luci (Dodici Lune)
- 2003 - Swinging Europe 2003, BT/European Youth Jazz Orch.(Music Mecca)
- 2004 - BargaLee, BT/Lee Konitz/Orch. Barga Jazz (Philology)
- 2004 - Specula e Gemini, BT/Orchestra Jazz a Majella (Rai Trade)
- 2004 - Revolucionario, Trio Novitango (DNA)
- 2004 - Sound & Score BT/Orchestra Barga Jazz (Philology)
- 2005 - Docg Wines and Jazz, Claudio Fasoli (Siena Jazz)
- 2006 - Rjo, BT/East Coast Big Band (Rjo)
- 2006 - Con la Voz, Jesus Villa-Rojo (Lim)
- 2007 - Que 20 Anos no Es Nada, Hugo Aisemberg (DNA)
- 2013 - Original Soundtrack From "Charles And Mary" (Onyx) Bruno Tommaso Jazz Workshop [1]
- 2019 - Concerto Grosso (L'Eccezione e la Regola) - Suite di danze per cinque solisti e orchestra jazz, BT + Orchestra Jazz della Sardegna, NuBes, abno.com.
- 2021 - Jazz Requiem Mass - BT + Orchestra Jazz della Sardegna, dir. BT e Mario Raja, Associazione Blue Note Orchestra, abno.com.
- 2025 - Dagli Appennini alle Madonie  - BT & Barga Jazz Ensemble. Caligola records.[2]

## CD, autore, arrangiatore o direttore
- 1994 - Guest, Claudio Fasoli (Soul Note)
- 1995 - Ensalada mistica, Paolo Fresu (Splasc(h))
- 1995 - Nuove musiche per clavicembalo, Margherita Porfido (Musicaimmagine)
- 1997 - Black and Blue, Gianna Grazzini (Radio Popolare)
- 2002 - Antologia italiana, Rino Adamo / Sergio Corbini (CAR)
- 2004 - Strani effetti della globalizzazione, Dino Massa (I Vespri)
- 2005 - European Union Jazz Youth Orchestra, The European Union Jazz Youth Orchestra (Unione europea)
- 2006 - Mozart in Jazz, Trip Saxophone Quartet (Z. Est Music)

## CD, altre collaborazioni
- 2000 - Musica elettronica, Vol. 1, Piero Umiliani (Easy Tempo)
- 2000 - Round About a Midsummer's Dream, Gianluigi Trovesi (Enja Records)
- 2004 - Amazing, Sergio Corbini - Stefano Franceschini Quintet (Splasc(h) Records)[3]
- 2005 - Nugae, Mirco Mariottini (Splasc(h))